# Against All Authorities
Against All Authorities — мини-альбом американской хардкор-рэп-группы Onyx, выпущенный 5 мая 2015 года лейблом Goon MuSick.
Альбом был полностью спродюсирован канадским продюсером Scopic. В записи альбома приняли участие рэперы SickFlo, Ras Kass, Jasia’n и Merkules. В июне 2015 года Against All Authorities стал «самым продаваемым альбомом на компакт-дисках в мае 2015 года» по версии сайта UndergroundHipHop.com.

## Об альбоме
Against All Authorities — это заявление группы Onyx о текущей ситуации в США. Участники группы используют своё лирическое оружие в качестве ответного огня по системе. Стики Фингаз и Фредро Старр записали 6-трековый мини-альбом, протестующий против расовой несправедливости и жестокости полиции. Альбом посвящён убийствам и жестокости со стороны сотрудников полиции по отношению к афроамериканцам в США, где расовая напряжённость достигла высокого уровня.\.

Фредро подробно описал концепцию релиза в интервью White Label Radio:
«…Мы рассказываем нашу версию происходящего. Мы злимся, потому что на их месте мог бы быть я. Как это ни печально независимо от того, сколько вам лет. Каждый день мы узнаём из новостей о жестокости полиции к различных людям. Пока мы работали над этим альбомом полицейские по-прежнему стреляли и убивали молодых темнокожих людей. Поэтому я почувствовал, что пришло время просто сказать что-то и быть агрессивным, но высказать свою точку зрения через нашу музыку. Мы делаем это от имени темнокожих из Куинса, которые сталкиваются с этим каждый день. Это наш протест!»
Фредро Старр также рассказал о концепции альбома в интервью телеведущему Чарли Слоту в Лондоне.
Движение Black Lives Matter предоставило участникам группы невероятную мощную мотивацию, и вы можете услышать её на всех шести треках этого мини-альбома, спродюсированного канадским продюсером Scopic. Звучание этого релиза похоже на второй альбом Onyx «All We Got Iz Us» (1995).
В апреле 2015 года в поддержку нового релиза Фредро Старр и Стики Фингаз отправились в мировое турне и посетили 20 стран. Также были напечатаны эксклюзивные футболки и толстовки с логотипами альбома, коктейль Молотова и анархистская символика.

## Синглы
Первый сингл, «Against All Authorities» (с англ. — «Против всех властей»), был выпущен 21 апреля 2015 года. Песня начинается с речи сенатора Небраски, Эрни Чемберса, сравнивающего полицию США с ИГИЛом. Затем Стики Фингаз и Фредро Старр атакуют нас политически проницательной агрессией. Это звучит как призыв к действиям против коррумпированных правительств, продажных полицейских и систематического угнетения.
Второй сингл, «Strike Bac» (с англ. — «Наносим ответный удар»), записанный при участии SickFlo, был выпущен 29 апреля 2015 года. Группа Onyx побуждает людей «нанести ответный удар». Сама песня жёсткая и грязная, что традиционно для стиля группы Onyx.

## Видеоклипы
DJ Sixkay из группы Snowgoons сделал визуальные видеоклипы для всех песен с этого мини-альбома. Также группа Onyx выпустила два официальных музыкальных видеоклипа на песни с этого альбома: «Against All Authorities» и «Fuck Da Law». Оба видео были сняты студией Rome York в Риме в Италии 20 апреля 2015 года. Премьера видеоклипа на песню «Fuck Da Law» состоялась на сайте 2DOPEBOYZ в день выхода альбома. По сюжету видео Стики Фингаз играет роль осужденного, который убежал из тюрьмы.
Премьера второго видеоклипа на песню «Against All Authorities» состоялась на сайте 2DOPEBOYZ 10 июня 2015 года. По сюжету видео Фредро Старр и Стики Фингаз поймали и распяли полицейского.

## Список композиций
| #   | Название                  | Участвующие гости    | Продюсеры | Скретчи                    | Длительность |
| --- | ------------------------- | -------------------- | --------- | -------------------------- | ------------ |
| 01. | «Strike Bac»              | Sick Flo             | Scopic    | Snowgoons DJs              | 3:47         |
| 02. | «Against All Authorities» |                      | Scopic    | Snowgoons DJs              | 2:48         |
| 03. | «Look Like A Criminal»    | Merkules             | Scopic    | Snowgoons DJs              | 4:02         |
| 04. | «Black Fatigue»           | Sick Flo             | Scopic    | Snowgoons DJs (DJ Danetic) | 3:34         |
| 05. | «Da Liquor Store»         | Ras Kass and Jasia’n | Scopic    | Snowgoons DJs              | 4:27         |
| 06. | «Fuck Da Law»             |                      | Scopic    | Snowgoons DJs              | 3:28         |

## Семплы
«Strike Bac»
- Использована речь Мартина Лютера Кинга «I Have A Dream» (28 августа 1963 года).

«Against All Authorities»
- В самом начале заглавной песни «Against All Authorities» была использована речь сенатора Небраски, Эрни Чемберса, которую он произнёс на заседании Юридического комитета по рассмотрению вопроса о разрешении использования пистолетов в барах (20 марта 2015 года)[17]:«Чтобы остановить ИГИЛ, мне не нужно ехать в Сирию, мне не нужно ехать в Ирак, мне не нужно ехать в Афганистан, мне не нужно ехать в Йемен, мне не нужно ехать в Тунис, мне не нужно ехать в Ливан, мне не нужно ехать в Иорданию, я могу сделать это прямо здесь в США. Никто из ИГИЛа никогда не терроризировал нас так, как это ежедневно делает полиция.»

«Black Fatigue»
- Использована песня «Good Cop/Bad Cop» группы Blahzay Blahzay

«Da Liquor Store»
- В конце песни «Da Liquor Store» звучат слова 43-летнего афроамериканца Эрика Гарнера, к которому полицейским был применён запрещённый в полиции удушающий приём во время ареста за поштучную розничную продажу сигарет в Статен-Айленд 17 июля 2014 года. После того, как Большое жюри Нью-Йорка решило не предъявлять обвинение офицерам, вовлечённым в смерть Гарнера, протесты разразились по всей стране и во всём мире. Последние слова Гарнера, поскольку он был задушен, были «Я не могу дышать[англ.]» (англ. I can't breathe)[18]:«…Уходить за что? Каждый раз, когда вы видите меня, вы придираетесь ко мне. Я устал от этого. Это прекратится сегодня же. Все, кто стоит здесь, скажут вам, что я ничего не делал! Я ничего не продавал! Потому что каждый раз, когда вы видите меня, вы преследуете меня. Вы хотите, чтобы я перестал продавать сигареты. Я просто занимаюсь своим делом, офицер. Я занимаюсь своим делом. Пожалуйста, оставь меня в покое! Я говорю вам в последний раз. Пожалуйста, оставь меня в покое!»

«Fuck Da Law»
- В начале и в конце песни «Fuck Da Law» был использован фрагмент из новостей канала ABC от 7 февраля 2013 года, когда вся полиция Лос-Анджелеса искала бывшего 33-летнего полицейского Кристофера Джордана Дорнера, уволенного несправедливо. В начале песни звучит речь тележурналистки ABC news, Дайан Сойер[19]:«10 тысяч сотрудников правоохранительных органов пытаются найти убийцу в Лос-Анджелесе, Калифорния. Масштабный розыск был вызван этим человеком. Бывший полицейский обвиняется в массовой стрельбе, нападении на коллег-полицейских и их семьи. И эти снимки говорят обо всём. Сотрудники полиции охотятся за тем, кто знает их коды радиосигналов и их движения.»
- В конце песни звучит речь тележурналиста ABC news, Дэвида Райта: «На рассвете нервная полиция открыла огонь по синему грузовику, похожему на грузовик подозреваемого. Но люди внутри оказались невинными жертвами. Полиция теперь объединяет свои усилия, защищая себя». И отрывок из речи шерифа Джона МакМахона: «Мы были очень осторожны, и мы беспокоились об этих людях, мы предпринимаем все возможные меры предосторожности, которые мы поможем.»